# سنت‌کوزمادومبیا
سنت‌کوزمادومبیا (به مجاری:  Szentkozmadombja) یک شهرداری در مجارستان است که در زالا واقع شده‌است. سنت‌کوزمادومبیا ۵٫۰۸ کیلومتر مربع مساحت و ۹۶ نفر جمعیت دارد.